# Партизански одред Малесија
Народноослободилачки партизански одред „Малесија” је био партизанска јединица у саставу Народноослободилачке војске и партизанских одреда Југославије током Другог светског рата у Југославији.

## Историјат
Формиран је 23 септембра 1943. од дотадашње Малесијске теренске партизанске чете и од 76 новопридошлих бораца из Малесије, Дримкола и других струшких села, средином августа и октобра 1943. године. Дејствовао је у Малесији (територија између планина Караормана и реке Црног Дрима) и повремено у Дримколу. Његова сврха је била да заштити становништво од балистичких снага и качачких банди, да врши агитацију и мобилизацију на митинзима по селима и формира сеоске НОО. Водио је борбе код села Селци (крајем августа), у Дебарској Малесији, Жупи, Дримколу, код села Нерези, учествовао у ослобађању Дебра, водио британску војну мисију у Главни штаб НОВ и ПО Македоније из села Горња Белица до села Црвена вода. До децембра 1943. изводио је диветзантске акције дуж друма Струга—Дебар—Пешкопије. У октобру је на Славеј планини формиран и батаљон Малесија који је ушао у састав Групе одреда НОВ Македоније. После доласка 1. македонско-косовске бригаде у Меглен (Егејска Македонија), људство Одреда живело је илегално. После повратка Бригаде из Дебарца, фебруара 1944, део бораца из Одреда улази њен састав, а део у састав нових јединица.